# كاتو أندريه هانسن
كاتو أندريه هانسن (بالنرويجية البوكمول: Cato André Hansen)‏ هو مدرب كرة قدم ولاعب كرة قدم نرويجي، ولد في 28 نوفمبر 1972 في Vågan Municipality ‏ في النرويج. شارك مع Norway national under-15 association football team ‏. أما مع النوادي، فقد لعب مع نادي بودو/غليمت.

## وصلات خارجية
- كاتو أندريه هانسن على موقع قاعدة بيانات كرة القدم.إي يو (الإنجليزية)
- كاتو أندريه هانسن على موقع عالم كرة القدم.نت (الإنجليزية)